# Amazasp II. od Iberije
Amazasp II. od Iberije (gruz. ამაზასპი) bio je kralj Iberije (Kartlija, sadašnja središnja i istočna Gruzija), prema srednjevjekovnim Gruzijskim kronikama, posljednji iz linije Farnavazida. Sin i nasljednik Farsmana III. pretpostavlja se da je vladao u drugoj polovici 2. stoljeća, od 185. do 189. godine.
Gruzijske kronike detaljno opisuju Amazaspovu pobjedu nad napadima Alana, te njegov uzajamni napad na alanske zemlje. Izvještava se da je njegova četverogodišnja vladavina završila u pobuni njegovih plemića koju su podržali Armenija i Alani. Amazasp je ubijen u borbi, a naslijedio ga je njegov pobunjeni nećak, Rev I.
Godine 1996. u Mcheti, drevnom glavnom gradu Iberije, otkriven je nepotpuni grčki natpis u kojem se spominje "Amazasp, veliki kralj Iberaca". Prema rekonstrukciji Tinatina Kaukhchishvilija oštećenog teksta, čini se da je Amazasp bio oženjen kćeri Vologaza, armenskog kralja. To može biti Amazasp II. ili raniji iberski kralj Amazasp I., dok bi taj Vologaz mogao biti Vologaz I. (117. – 138./140.) ili Vologaz II. (rođen oko 180. – 191.) Drugi srodni grčki natpis otkriven u Baginetiju spominje kraljicu Drakontis, koju je David Braund identificirao s kraljicom spomenutom u prvom natpisu. Ovi natpisi također iznose na vidjelo visokog dvorjanina Amazaspa, "odgojitelja" ili "udomitelja" Anagrana.